# اخلاق هنجاری
اخلاق هنجاری (Normative Ethics) شاخه‌ای از فلسفه اخلاق است که به پرسش‌هایی از قبیل "فرد چگونه باید از لحاظ اخلاقی عمل کند؟" می‌پردازد. اخلاق هنجاری با فرااخلاق تفاوت دارد، زیرا معیارهای درستی و غلط بودن عمل را بررسی می‌کند، درحالیکه فرااخلاق به مطالعه مفهوم زبان اخلاقی و متافیزیک حقایق اخلاقی می‌پردازد.
اخلاق هنجاری با اخلاق توصیفی نیز تفاوت دارد، زیرا اخلاق توصیفی به تحقیق تجربی بر روی عقاید اخلاقی مردم می‌پردازد. به بیان دیگر اخلاق توصیفی نشان می‌دهد چند درصد مردم عقیده دارند کشتن همیشه اشتباه است، درحالیکه اخلاق هنجاری به این می‌پردازد که آیا داشتن این باور درست یا غلط است. از این لحاظ، اخلاق هنجاری گاهی تجویزی خوانده می‌شود تا توصیفی. هرچند در برخی دیدگاه‌های فرا اخلاقی مثل واقع‌گرایی اخلاقی، حقایق اخلاقی در حال واحد تجویزی و توصیفی هستند.
برخی نظریه‌های هنجاری اخلاق شامل اخلاق غایت‌گرا، اخلاق وظیفه‌گرا و اخلاق فضیلت‌گرا هستند.